# Cristofer Salas
Cristofer Andrés Salas Barriga (Concepción, Región del Bío-Bío, Chile, 23 de mayo de 2000) es un futbolista chileno. Juega de delantero y actualmente milita en el club Deportes Antofagasta de la Primera B de Chile.

## Trayectoria

### Naval y Universidad Católica
Tras una prueba, quedó en Naval de Talcahuano, jugando el segundo semestre de 2016 y el primero de 2017. El segundo semestre de 2017 estuvo a préstamo en Club Deportivo Universidad Católica, donde en el año 2018 sufrió una grave lesión, tomando la decisión de no seguir en el conjunto cruzado.

### Deportes Concepción
El 15 de julio del 2019 se oficializó su llegada al cuadro Lila para disputar la Tercera División A del 2019. 

### Coquimbo Unido
Tras una buena temporada con la camiseta de Los Lilas, en diciembre del 2019 se oficializó su llegada a Coquimbo Unido para reforzar al conjunto Pirata durante el año 2020. Su debut profesional lo hizo el 15 de marzo de 2020 ante Deportes Iquique entrando al minuto 70. Su primer gol con el conjunto Pirata fue el 21 de noviembre del 2020 en el minuto 77 ante Unión La Calera.

## Estadísticas
| Club                         | Div.          | Temporada     | Liga  | Liga  | Copas nacionales | Copas nacionales | Torneos internacionales | Torneos internacionales | Total | Total |
| Club                         | Div.          | Temporada     | Part. | Goles | Part.            | Goles            | Part.                   | Goles                   | Part. | Goles |
| ---------------------------- | ------------- | ------------- | ----- | ----- | ---------------- | ---------------- | ----------------------- | ----------------------- | ----- | ----- |
| Deportes Concepción · Chile  | 4.ª           | 2019          | 15    | 3     | —                | —                | —                       | —                       | 15    | 3     |
| Deportes Concepción · Chile  | 3.ª           | 2022          | 11    | 1     | 0                | 0                | —                       | —                       | 11    | 1     |
| Deportes Concepción · Chile  | Total club    | Total club    | 26    | 4     | 0                | 0                | 0                       | 0                       | 26    | 4     |
| Coquimbo Unido · Chile       | 1.ª           | 2020          | 11    | 1     | —                | —                | 3                       | 0                       | 14    | 1     |
| Coquimbo Unido · Chile       | Total club    | Total club    | 11    | 1     | 0                | 0                | 3                       | 0                       | 14    | 1     |
| Deportes Antofagasta · Chile | 1.ª           | 2021          | 9     | 0     | 1                | 0                | —                       | —                       | 10    | 0     |
| Deportes Antofagasta · Chile | 2.ª           | 2023          | 0     | 0     | 2                | 0                | —                       | —                       | 2     | 0     |
| Deportes Antofagasta · Chile | 2.ª           | 2024          | 11    | 1     | 2                | 0                | —                       | —                       | 13    | 1     |
| Deportes Antofagasta · Chile | 2.ª           | 2025          | 0     | 0     | 1                | 0                | —                       | —                       | 1     | 0     |
| Deportes Antofagasta · Chile | Total club    | Total club    | 20    | 1     | 6                | 0                | 0                       | 0                       | 26    | 1     |
| Total carrera                | Total carrera | Total carrera | 57    | 6     | 6                | 0                | 3                       | 0                       | 66    | 6     |
| 1. 2. 3.                     |               |               |       |       |                  |                  |                         |                         |       |       |